# Христианский ска
Христианский ска является одной из форм альтернативной христианской музыки и субжанром ска и ска-панка. Лирически ориентирован на христианскую музыку. Хотя ска не представляет собой жанр в христианской музыкальной индустрии, пока после третьей волны ска достиг своего пика на общем рынке, христианской ска продолжал процветать независимо друг от друга в начале 2000-х.
Ска музыка стала рассматриваться как отличное средство для наставления и похвалы за его лирический, оптимистический, энергичный и радостный звук. В то время было большое количество мелких групп, ска в христианском рынке в конце 1990-х стали в основном представлены тремя группами: Insyderz, OC Supertones, а также Five Iron Frenzy, все из которых были коммерчески успешными. Как и в третьей волне ска на общем рынке звук часто смешивался с деятельностью панка, свинга или рокабилли. Параллельно с основной ска, много андерграундных христианских ска групп выпустили один или два альбомов основанных на ска, прежде чем жанр полностью отдалился от ска и не размешался. Даже звуки «большой тройки» как правило, развиваются.